# Collier

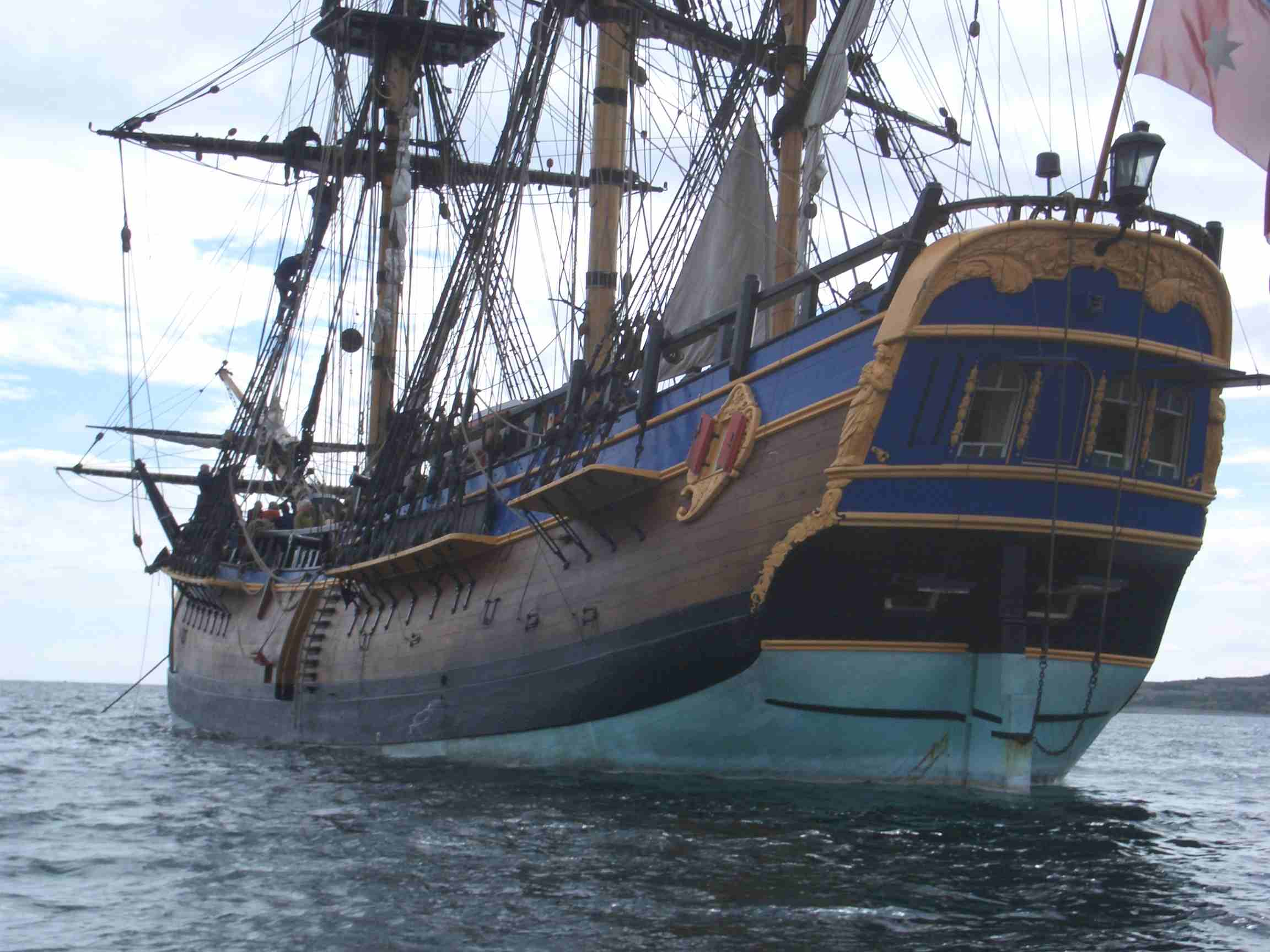
El collier HMB Endeavour (réplica) vista desde su popa.

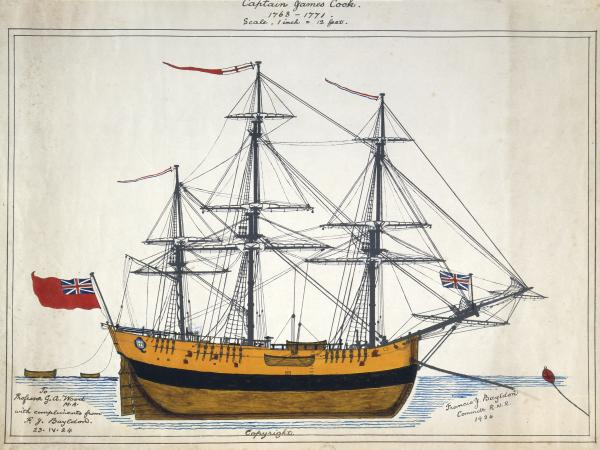
Ilustración del HMB Endeavour por Francis Joseph Bayldon.

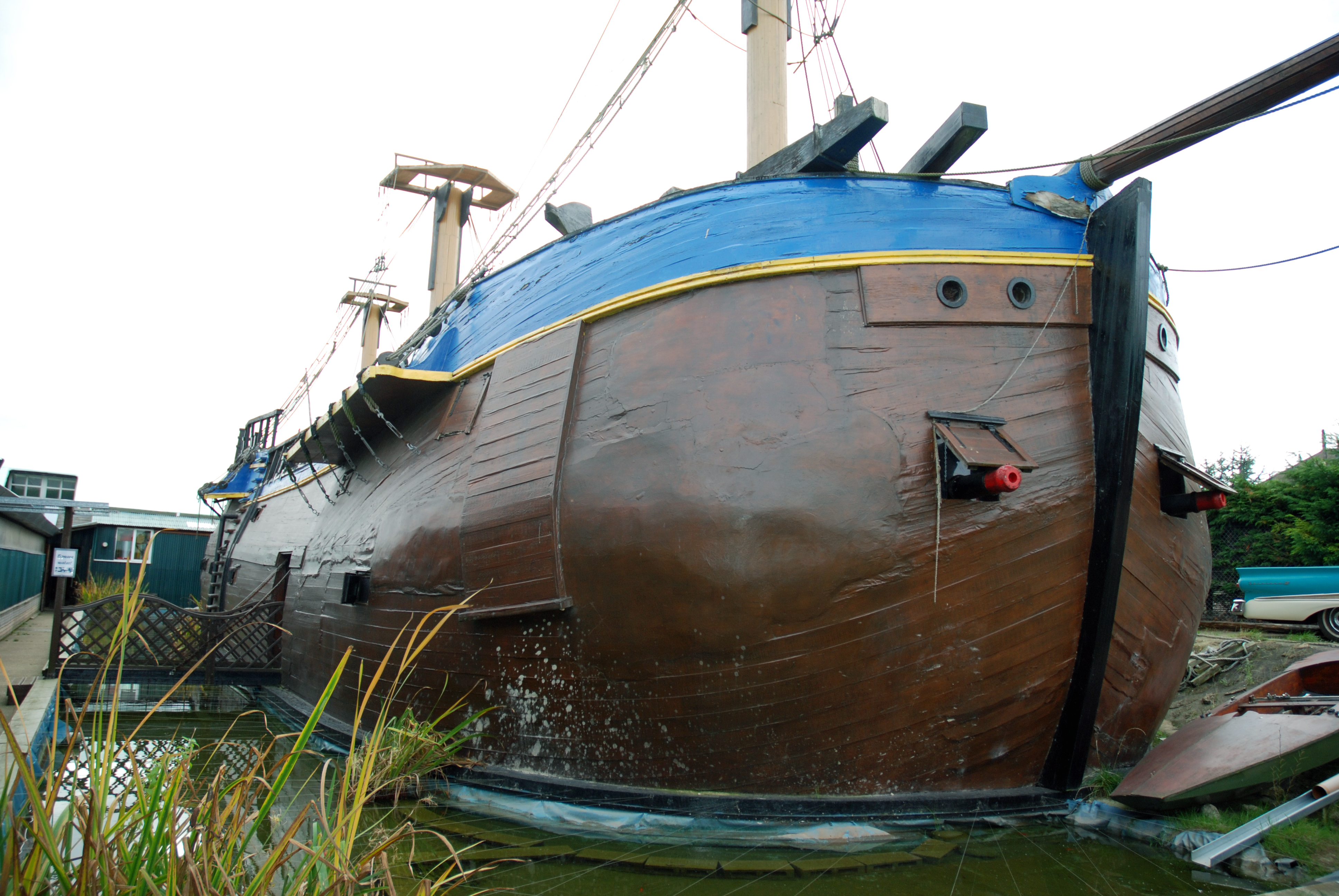
Detalle de la proa del collier HMB Endeavour (réplica). Stondon Transport Museum.

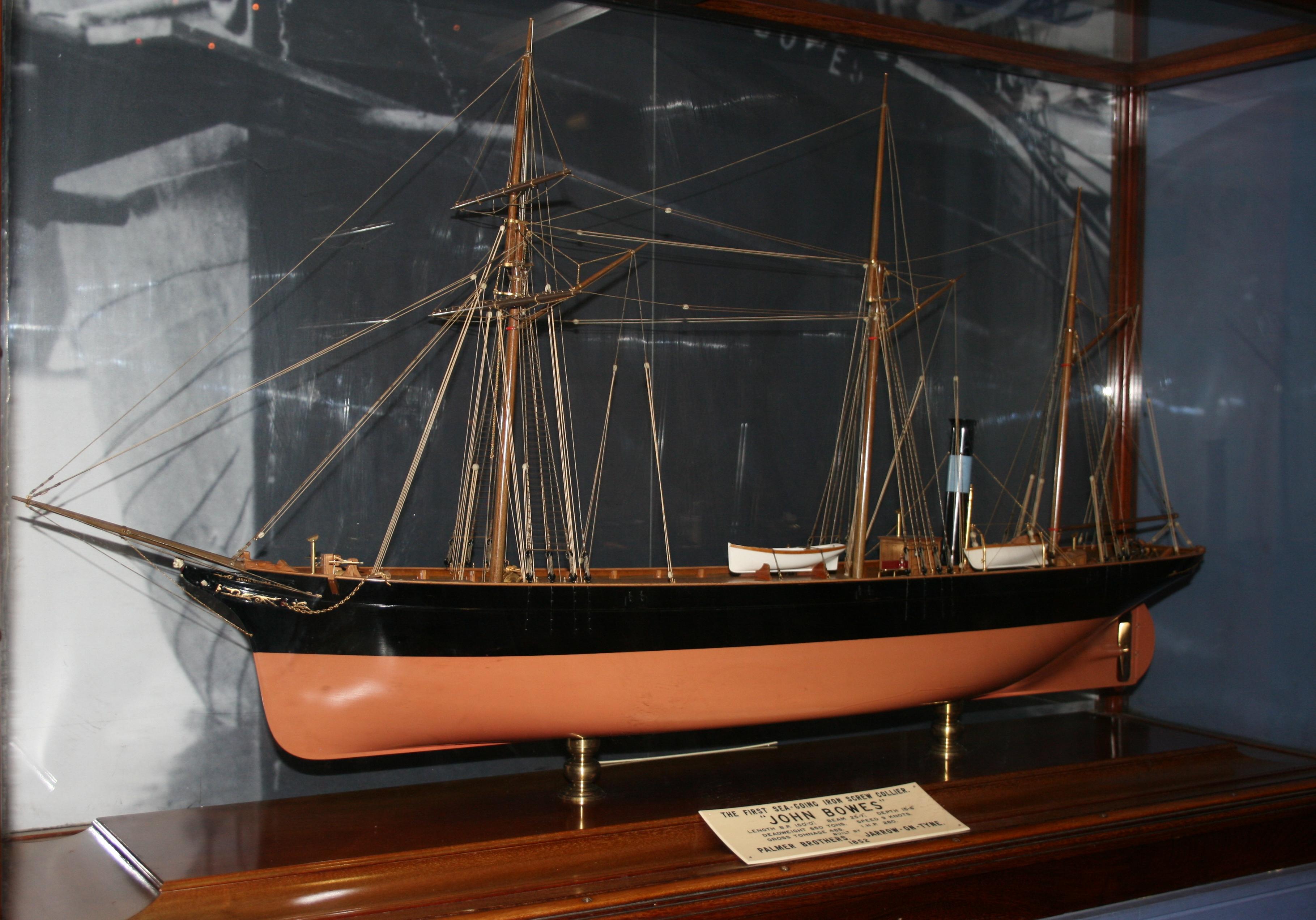
Maqueta del collier John Bowes. South Shields Museum.

Un collier —literalmente, barco carbonero—, también conocido como un Whitby collier, y coloquialmente como un cat, era un granelero del siglo XVIII diseñado expresamente para transportar carbón por mar desde el nordeste de Inglaterra a Londres. Los tradicionales collier brigs, de casco de madera y con dos mástiles, podían transportar entre 280 y 300 toneladas de carbón (aunque algunas fuentes señalan que podrían llevar hasta 600 toneladas) y tardaron entre cinco y seis semanas en realizar el viaje de ida y vuelta en condiciones óptimas. En contraste, el collier John Bowes, un barco de vapor de casco de hierro, botado en 1852, haría el mismo viaje en cinco días con 650 toneladas.
Los primeros colliers de madera tenían una línea ancha y profunda, con una popa estrecha y carecía de mascarones de proa. Poseían dos o tres mástiles. Los palos trinquete y mayor llevaban grandes velas cuadras, mientras que el de mesana poseía velas cangrejas delante y detrás. Este tipo de velamen permitía al barco navegar con casi cualquier condición meteorológica, haciendo frente a las más violentas tempestades. Además, si hacía falta varar el barco este lo podía hacer sin sufrir ningún daño.
Con la llegada de los barcos de vapor con cascos de hierro, y la combinación de estos con las velas, se llegaron a construir colliers de incluso cuatro mástiles. Asimismo, los propios barcos de vapor fueron abastecidos por los colliers en alta mar y las Armadas con flotas de alta mar como la de los Estados Unidos los utilizó desde la guerra civil estadounidense hasta finales de la Primera Guerra Mundial. Ejemplos incluyen el USS Orion, botado en 1911, que tenía capacidad de transportar 2 039 351 kg de carbón o 2 923 852 litros de petróleo.

## Colliersdestacados

### HMB Endeavour
Dado que James Cook conocía bien este tipo de barcos, habiendo navegado en uno en su primer viaje en el mar —de hecho, sus primeros nueve años como marinero, antes de alistarse en la Royal Navy, los pasó en tres colliers— y por su gran capacidad de llevar carga pesada y muchos hombres para una travesía larga, en 1768 escogió al Earl of Pembroke, botado en 1764, para realizar su primera expedición al mar del Sur, de 1768 a 1771 —sus sucesivos viajes de exploración, de 1772-1775, y de 1776-79, también las realizaría a bordo de colliers—. Las bodegas del Endeavour fueron modificadas para albergar víveres para 18 meses, el material científico y 94 personas (una tripulación de 71 hombres, 11 científicos de la Royal Society y 12 Royal Marines).

### USSLangley
El USS Langley, botado en 1911 como el collier USS Jupiter, fue reconvertido en 1920 como el primer portaaviones de la Armada de los Estados Unidos.

## Galería

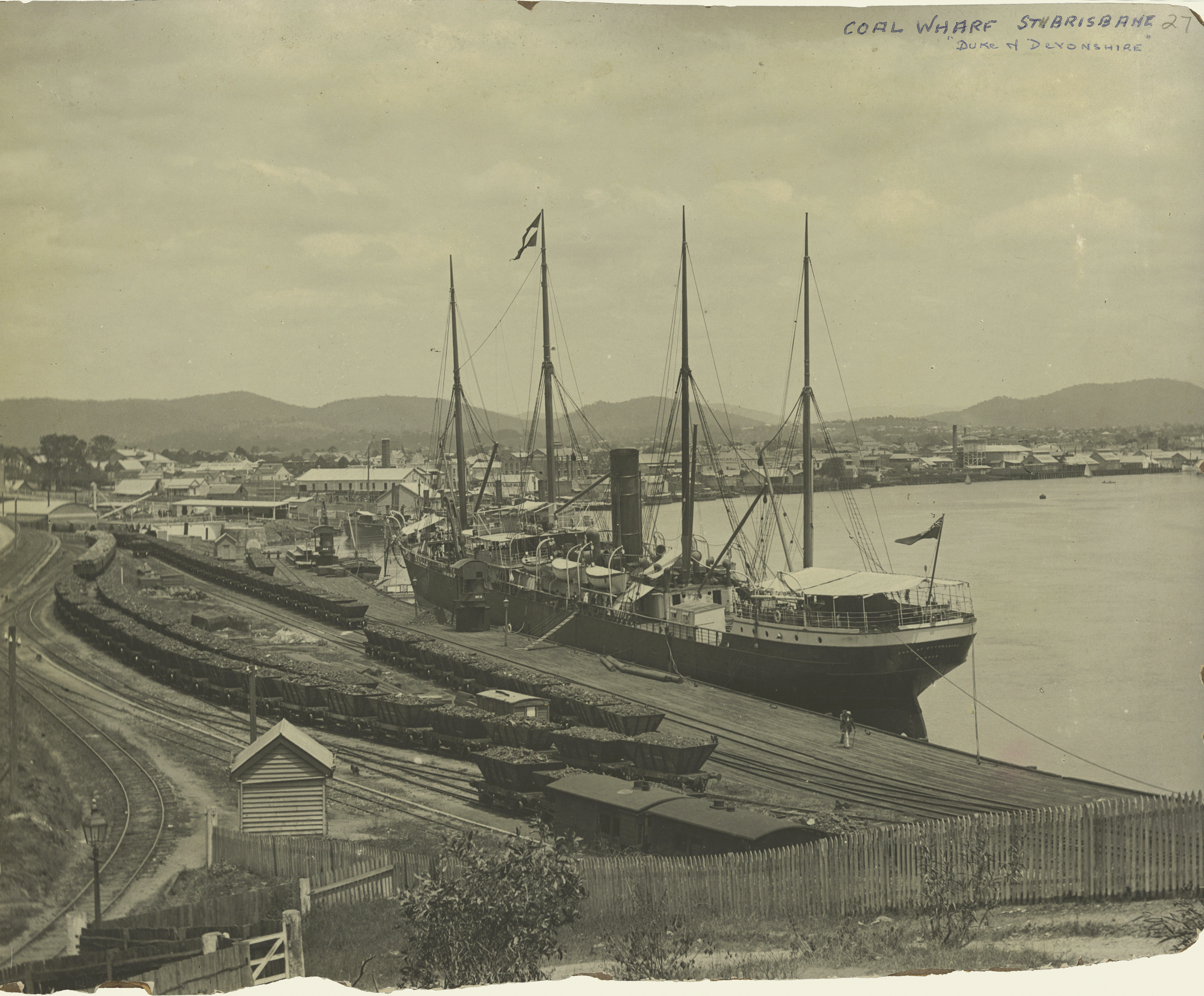
El Duke of Devonshire, barco carbonero de vapor de cuatro mástiles, c. 1898
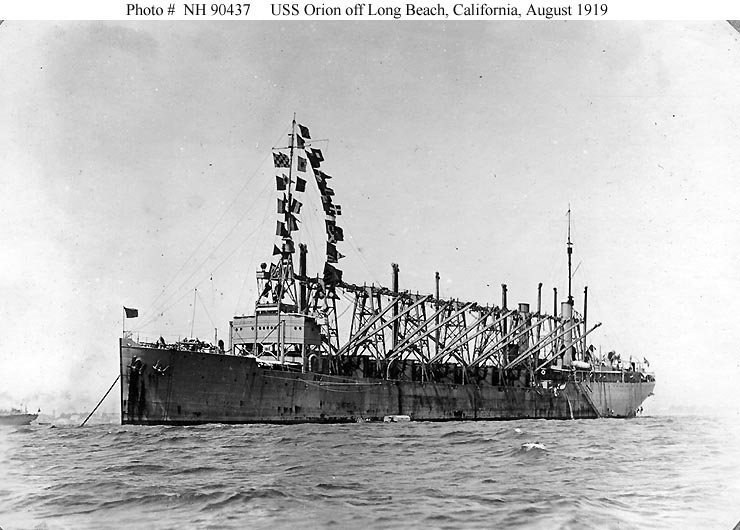
USS Orion en 1919
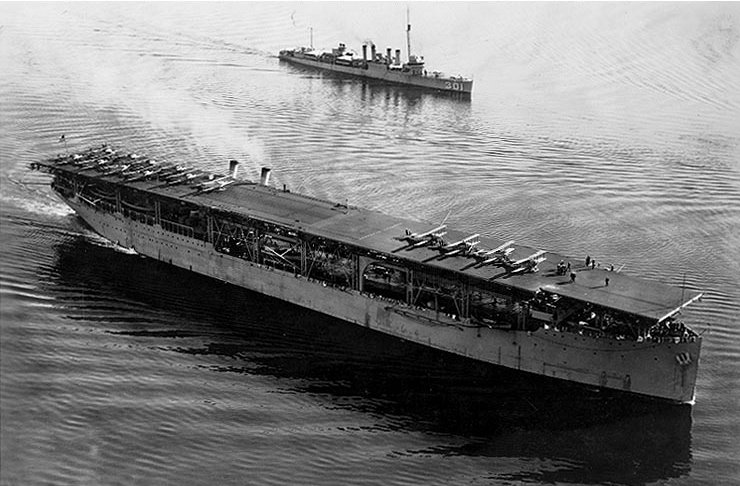
USS Langley en 1928

- Datos: Q1109500
- Multimedia: Colliers / Q1109500